# Bembidion mixtum
Bembidion (Omotaphus) mixtum – gatunek chrząszcza z rodziny biegaczowatych i podrodziny Trechinae.
Gatunek ten został opisany w 1863 roku przez Hermanna Rudolpha Schauma.
Chrząszcz o ciele długości od 3,7 do 4,8 mm, ubarwiony czarno z rudymi: czułkami, głaszczkami, odnóżami i pozlewanymi kropkami na pokrywach. Głowa i przedplecze są szargrynowane. Tę pierwszą cechują niezbieżne ku przodowi i niewchodzące na nadustek bruzdy czołowe. Silnie zwężone u nasady przedplecze ma szerokie obrzeżenia boczne. Pokrywy mają ciemny wierzchołek i rzędy, zwłaszcza zewnętrzne zanikające u szczytu. Trzeci międzyrząd pokryw ma punkty grzbietowe nieprzylegające do żadnego rzędu. Tylna para skrzydeł jest w pełni wykształcona.
Owad palearktyczny, znany z Etiopii, Egiptu, Grecji i Syrii. Rozmnaża się na wiosnę. Licznie występuje na pobrzeżach wód płynących i stojących o podłożu błotnistym, żwirowatym lub kamienistym.